# Tsarskoje Selo-lyceum

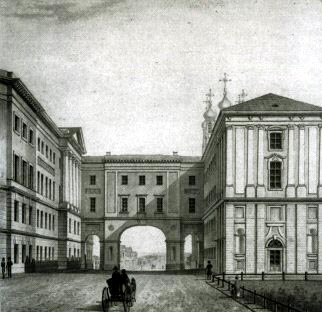
19e-eeuwse tekening

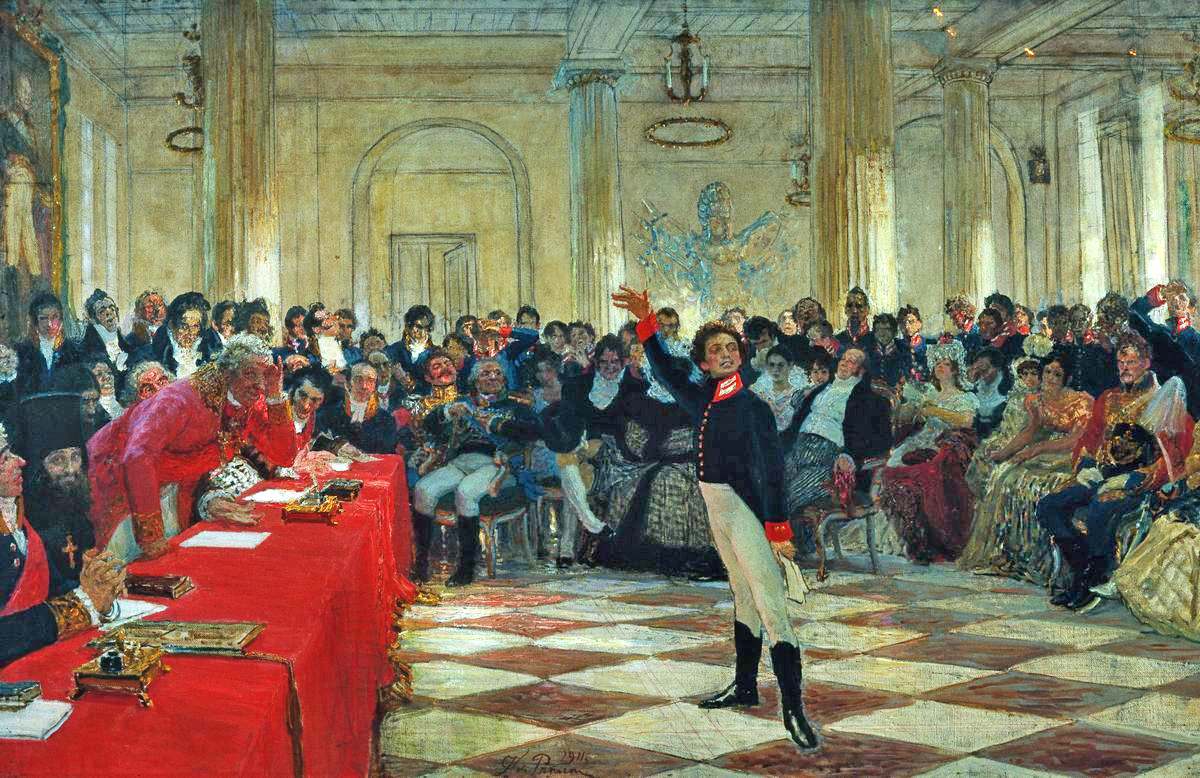
De 14-jarige Poesjkin die een gedicht voordraagt

Het Tsarskoje Selo-lyceum , ook wel het Keizerlijk Lyceum (Russisch: Императорский Царскосельский лице́й) of het Alexanderlyceum, was een lyceum in Poesjkin (vh. Tsarskoje Selo), nabij Sint-Petersburg, en werd aan het begin van de 19e eeuw door tsaar Alexander I gesticht als eliteschool voor jongens die in hun latere carrière de hogere posten in de keizerlijke dienst moesten gaan bezetten.
De statuten van de school ontvingen eerst een keizerlijke sanctie op 12 augustus 1810, maar werden uiteindelijk met goedkeuring bekendgemaakt op 11 januari 1811. Op dit moment werd de nieuwe vleugel van vier verdiepingen van het Grote Paleis aangewezen als accommodatie voor het lyceum. De accommodatie kende verschillende vertrekken, zoals een ziekenafdeling, een keuken, andere huishoudelijke toepassingen en een afdeling voor de administratie. Het gebouw stond dicht bij het Catharinapaleis en werd gebouwd in neoklassieke stijl; het meubilair was ontworpen door Vasili Stasov.
Het Tsarskoje Selo-lyceum werd geopend op 19 oktober 1811 en de eerste afgestudeerde studenten waren allen briljant, waaronder Aleksandr Poesjkin en Aleksandr Gortsjakov. Onder de andere bekende studenten bevond zich bijvoorbeeld de oriëntalist en schrijver Fjodor Sjtsjerbatskoj. Het studiejaar werd elk jaar geopend met drinkgelag en brass, waarvan Poesjkin telkens voor elke gelegenheid nieuwe verzen schreef. In januari 1844 werd het lyceum naar Sint-Petersburg verplaatst. Gedurende het 33-jarige bestaan van het Tsarskoje Selo-lyceum studeerden 286 studenten af.
- Library of Congress Control Number: n96075407
- Virtual International Authority File: 313528370